# Stazione di Bolgheri
Stazione di Bolgheri vasútállomás Olaszországban, Bibbona településen.

## Vasútvonalak
Az állomást az alábbi vasútvonalak érintik:
- Pisa–Róma-vasútvonal

## Kapcsolódó állomások
A vasútállomáshoz az alábbi állomások vannak a legközelebb:
- Stazione di Castagneto Carducci-Donoratico
- Stazione di Cecina
- Bibbona railway halt